# Nick Hanauer

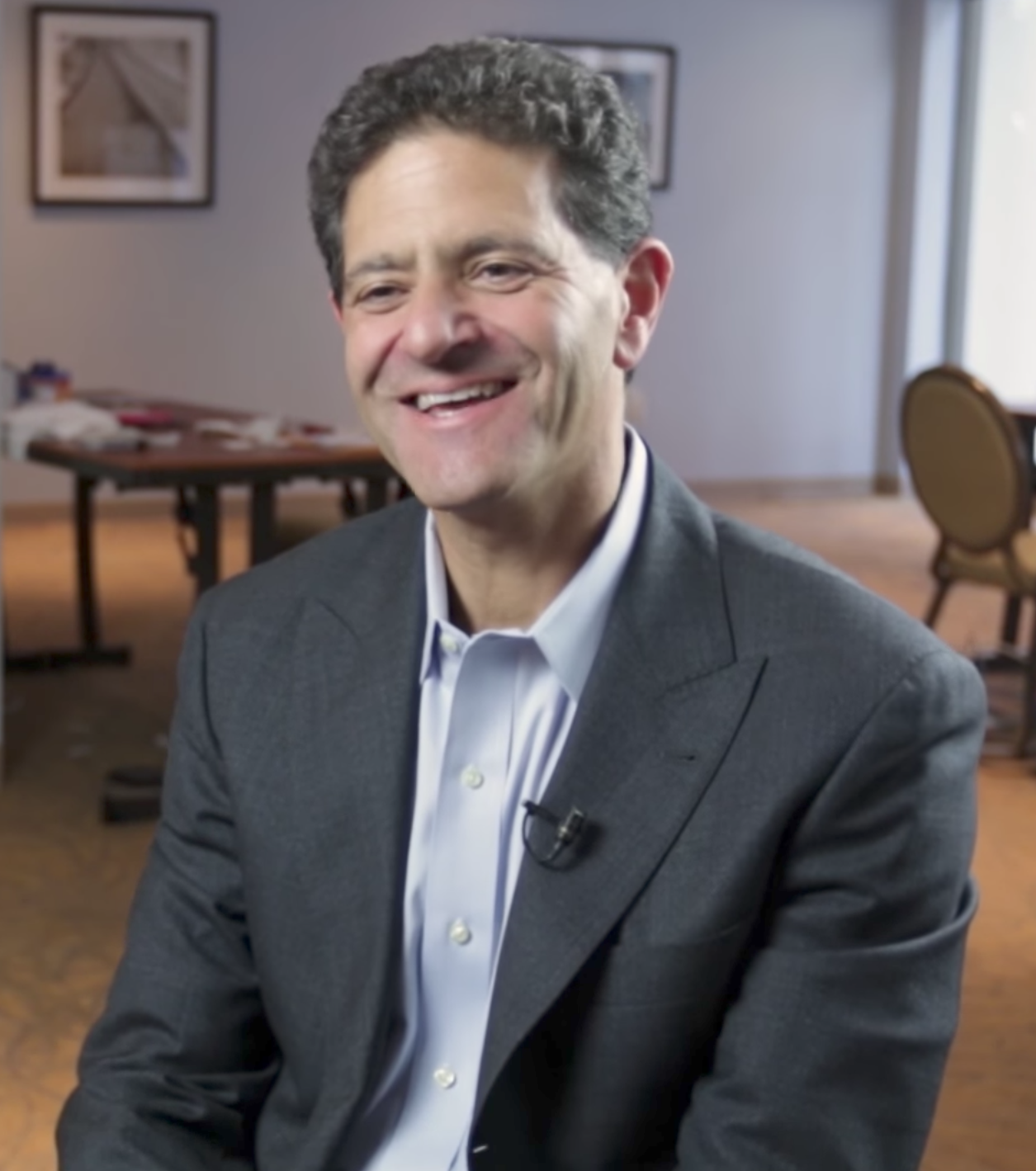
Nick Hanauer, 2016

Nick Hanauer (* 1959 in New York City) ist ein amerikanischer Unternehmer und Investor von Risikokapital, der in Shoreline, Washington lebt.

## Leben
Nach seinem Abschluss in Philosophie an der University of Washington begann Hanauer seine Geschäftstätigkeit in der Firma seiner Familie, der „Pacific Coast Feather Company“ als Mitvorsitzender und Vorstandsmitglied. In den 1980ern war er Mitbegründer der Museum Quality Framing Company, einem großen Franchiseunternehmen an der Westküste.
In den 1990ern war Hanauer der erste nicht zur Gründerfamilie gehörende Investor bei Amazon.com, wo er bis 2000 als Berater arbeitete. Er gründete gear.com, welches später mit Overstock.com fusionierte, und Avenue A Media, das im Jahr 2007 unter dem neuen Namen aQuantive von Microsoft für 6.4 Milliarden US-Dollar aufgekauft wurde.
Im Jahre 2000 war Hanauer Mitbegründer des in Seattle ansässigen Risikokapitalunternehmens „Second Avenue Partners“. Diese Firma berät und finanziert Unternehmen im Gründungsstadium wie zum Beispiel HouseValues Qliance und Newsvine.

## Zivilgesellschaftliches Engagement
Hanauer war Mitbegründer des The True Patriot Network, einer progressiven Denkfabrik, die entsprechend den Konzepten begründet wurde, die er und Eric Liu 2007 in ihrem Buch über patriotischen Fortschritt veröffentlichten, The True Patriot.
Hanauer und seine Frau Leslie leiten gemeinsam die Nick and Leslie Hanauer Stiftung, die sich mit staatlicher Bildung, Umweltschutz und vielen regionalen und nationalen Themen der Modernisierung der Gesellschaft befasst.
Hanauer beteiligt sich aktiv an der Kommunalpolitik in Seattle und an Washingtons System der staatlichen Bildung. Er war Mitbegründer der League of Education Voters (LEV), eines überparteilichen politischen Verbandes, der die Qualität der öffentlichen Bildung in Washington verbessern will. Er ist auch Mitglied des Vorstands der Cascade Land Conservancy und der University of Washington Stiftung.
Hanauer trat in der Dokumentation Robert Reichs auf, die unter dem Titel Inequality for All die Problematik der ungleichen Verteilung des Reichtums in den Vereinigten Staaten darstellt.
Im Juni 2014 schrieb Hanauer einen Gastartikel für das Magazin Politico, in dem er Unruhen in der Bevölkerung prognostiziert, die sich gegen ihn und andere Mitglieder der 0,1 % der reichsten Menschen in den USA wendet, wenn sie das Problem der Konzentration des Wohlstands nicht lösen. Er diagnostizierte die zu erwartende Zerstörung der Mittelschicht und den damit verbundenen Schaden für die Wohlhabenden. Er verglich die gegenwärtige Lage mit der Zeit vor dem Ausbruch der Französischen Revolution im 18. Jahrhundert.

## TED Talk Kontroverse
Im Mai 2012 wurde von mehreren Nachrichtenkanälen des Internets berichtet, dass Hanauers Vortrag vom 1. März 2012 von TED Talks nicht gesendet worden sei. In seiner kurzen Präsentation hatte Hanauer über die Ungleichheit von Einkommen und Vermögen in den USA gesprochen. Diese führe zu Schwierigkeiten für Unternehmensgründungen. Der Konsum der Mittelschicht sei für die Schaffung neuer Arbeitsplätze wichtiger als der Reichtum von Unternehmern wie ihm selbst. Folglich empfahl er eine Steigerung der mittleren Einkommen für Arbeiter und Angestellte anstelle von Steuergeschenken für die Reichen. Wenn Steuerminderung der Reichen etwas genutzt hätte, dann „würden wir in neuen Stellen ertrinken“.
Zur Rechtfertigung der Nichtausstrahlung des Vortrags führte Chris Anderson aus, der Kurator von TED, dass Hanauers Vortrag „deutlich parteiisch“ (explicitly partisan) gewesen sei, und eine Reihe von nicht überzeugenden Argumenten enthalten habe. Jillian Berman von der Huffington Post gab seiner Verwunderung Ausdruck, da TED früher Vorträge von Al Gore oder David Cameron ohne alle Bedenken ausgestrahlt hatte. TED behält sich das Recht vor, nur die Vorträge zu verbreiten, die sie für wertvoll halten. Hanauer äußerte in einem Interview teilweise Verständnis für Andersons Entscheidung. Er könne verstehen, dass seine Position in der Geschäftswelt kontrovers sei und dass Anderson vielleicht zu Unrecht zu scharf für seine Entscheidung kritisiert worden sei. Der Vortrag kann auf YouTube abgerufen werden.
Anderson entschied später, Hanauers späteren und ausführlicheren Vortrag zu einem ähnlichen Thema TEDSalon NY2014 aufzunehmen. Er wurde am 12. August 2014 gesendet. Anderson veröffentlichte außerdem eine Erklärung für seine kontroverse Entscheidung und „begrub“ gemeinsam mit Hanauer „das Kriegsbeil“. Der Vortrag kann nun auf ted.com mit dem Datum August 2014 abgerufen werden.